# بیسترو

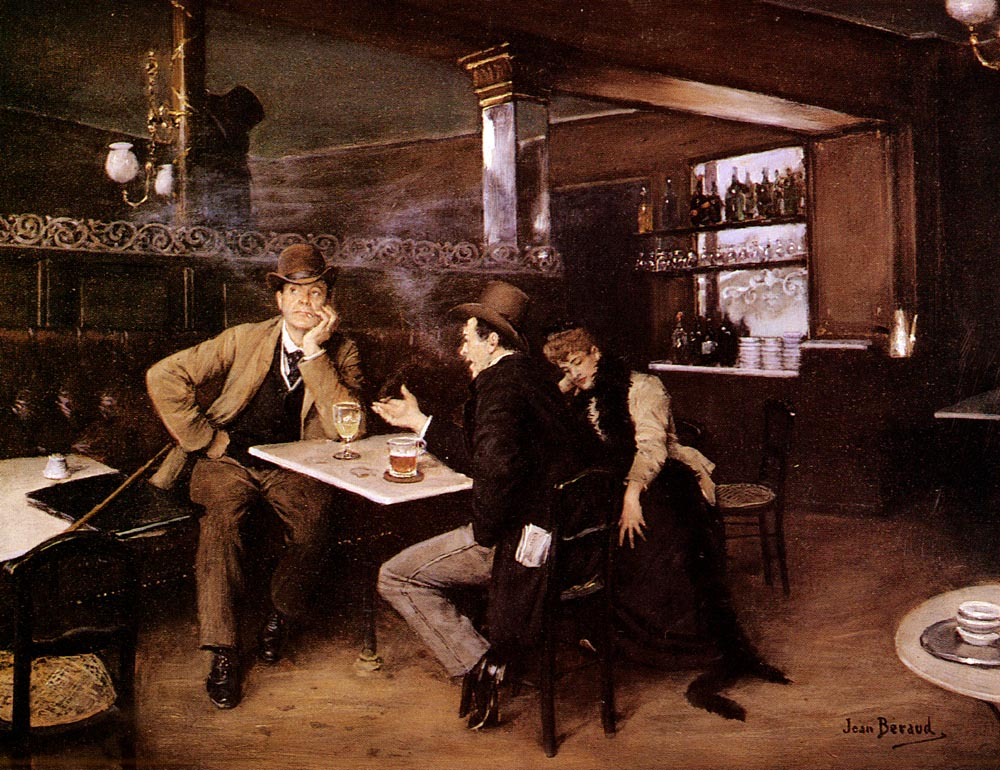
تابلو در بیسترو اثر ژان برو

بیسترو (به فرانسوی: bistro/bistrot) کافه-رستورانی کوچک است که در محیطی ساده و دوستانه غذاهایی ارزان قیمت همراه با نوشیدنی ارایه می‌کند.
بیستروها بیشتر با نوع غذاهایشان شناخته می‌شوند. روش آشپزی خانگی فرانسوی، همراه با بشقاب‌های پر و پیمان و غذاهایی با پخت ملایم مانند نوعی خورش لوبیا به نام کاسوله (Cassoulet)، از ویژگی‌های شناخته شده بیستروهاست. این کافه-رستورانها ابتدا در پاریس، بعد در سراسر فرانسه و اینک در بیشتر شهرهای اروپا گسترش یافته‌اند